# Ambasadorowie Niemiec w Japonii

## OkresCesarstwa Niemieckiego
- VI 1871 Theodor von Holleben
- 30 III 1873 Max August Scipio von Brandt
- luty 1875 Eduard Zappe
- IV 1875 Theodor von Holleben
- 3 XII 1875-1982 Karl von Eisendecher
- kwiecień 1878 Felix Freiherr von Gutschmid
- 14 VI 1880 Karl von Eisendecher
- 24 IV 1883 Otto Graf von Dönhoff
- 11 III 1886 Theodor von Holleben
- 10 XII 1892 Felix Freiherr von Gutschmid
- 3 III 1897 Karl Georg von Treuter
- 29 III 1898 Kasimir Graf von Leyden
- 23 V 1900 Georg von Wedel
- 10 V 1901 Emmerich Graf von Arco auf Valley
- 28 II 1906 Friedrich Carl von Erckert
- 22 V 1906 Alfons Mumm von Schwarzenstein
- 19 IV 1911 Arthur Graf Rex

## OkresRepubliki Weimarskiej
- 1 VIII 1920 ? Wilhelm Solf
- 26 II 1921 Wilhelm Solf
- grudzień 1928 Arthur von Schoen
- 23 stycznia 1929 Ernst Arthur Voretzsch

## OkresIII Rzeszy
- grudzień 1933 Willy Noebel
- 27 XII 1933 Herbert von Dirksen
- luty 1938 Willy Noebel
- 28 IV 1938 Eugen Ott
- 4 II 1943 Heinrich Georg Stahmer

## OkresRepubliki Federalnej Niemiec
- 1952-1955 Dr. jur. Dr. med. Heinrich Northe
- 1955-1958 Dr. rer. pol. Hans Kroll
- 1958-1961 Dr. jur. Wilhelm Haas
- 1961-1963 Fritz van Briessen
- 1962-1965 Dr. jur. Herbert Dittmann
- 1965-1966 Walter Boss
- 1966-1971 Franz Krapf
- 1971 Heinrich Rohreke
- 1971-1976 Prof. Dr. jur. Wilhelm Grewe
- 1976-1977 Hartmut Schulze-Boysen
- 1977-1981 Günter Diehl
- 1981- Dr. Klaus Wolfgang Günther Blech
- Walter Boss
- Hans-Joachim Hallier
- Wilhelm Haas
- Heinrich-Dietrich Dieckmann
- Frank Elbe
- Uwe Kaestner
- Henrik Schmiegelow
- 7/2006- Hans-Joachim Daerr